# روغن‌ماهی کوچک

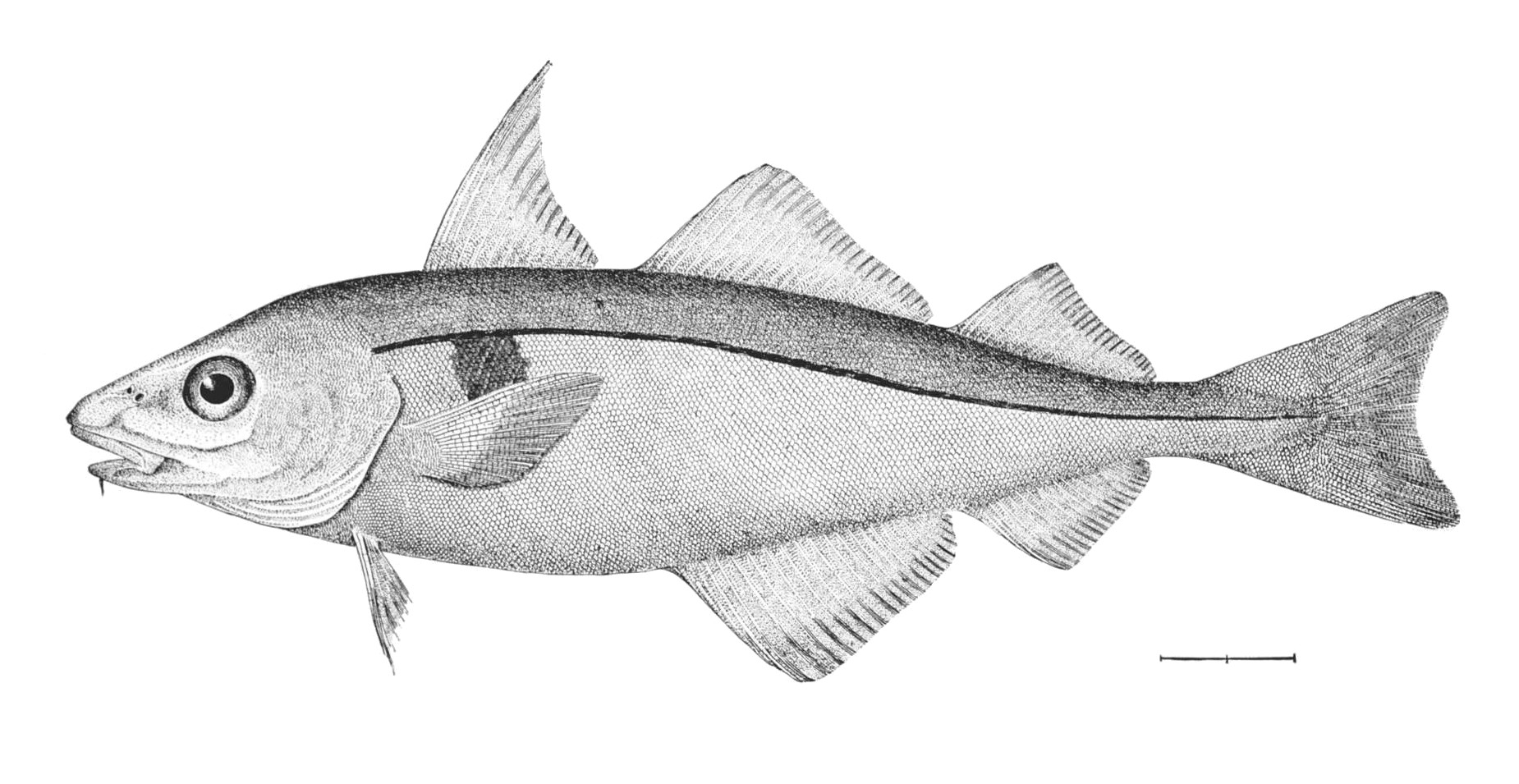
روغن‌ماهی کوچک

روغن‌ماهی کوچک (نام علمی: Melanogrammus aeglefinus) یک ماهی دریایی است که در دو سوی اقیانوس اطلس شمالی پراکنده است.
نام آلمانی آن "Schellfisch"می باشد.
روغن‌ماهی کوچک به عنوان غذای دریایی محبوبیت زیادی دارد و صید تجاری می‌شود. بویژه دود داده آن مصرف زیادی دارد.

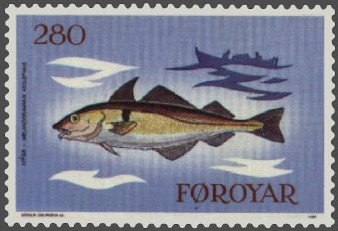
روغن‌ماهی کوچک، بر روی یک تمبر جزیره فارو

روغن‌ماهی کوچک بر خلاف ماهی روغن خوب بخود نمک نمی‌گیرد و ازاینرو آن را از راه خشک کردن و دود دادن نگهداری می‌کنند.
روغن‌ماهی کوچک منبع ارزشمندی برای پروتئین است و دارای مقدار زیادی ویتامین ب ۱۲، پیریدوکسین و سلنیوم است.
گوشت آن در کل لُخم و کم‌چربی است.
نام کاپیتان هادوک در ماجراهای تن‌تن از نام انگلیسی این ماهی یعنی «هادوک» گرفته‌شده‌است.